# Андрюш
Андрю́ш — деревня в Муслюмовском районе Республики Татарстан Российской Федерации.
Входит в состав муниципального образования Октябрьское сельское поселение.

## География
Деревня расположена в 35 км к востоку от села Муслюмово, на правом берегу реки Дусайка, недалеко от границы с Башкортостаном. На реке рядом с деревней сооружён крупный пруд.  

## Население
| 1926 | 1938 | 1949 | 1958 | 1970 | 1979 | 1989 | 2000 | 2017 |
| ---- | ---- | ---- | ---- | ---- | ---- | ---- | ---- | ---- |
| 295  | 297  | 221  | 196  | 182  | 114  | 45   | 43   | 22   |

## Экономика
Полеводство, скотоводство.

## Социальная инфраструктура
Клуб.